# Дебра Елмегрін
Дебра Мелой Елмегрін (нар. 23 листопада 1952, Саут-Бенд, Індіана) — американський астроном. Вона стала першою жінкою, яка закінчила Принстонський університет зі ступенем у галузі астрофізики, і вона — перша жінка-докторант в обсерваторіях Карнегі.
З 1985 року вона працювала професором астрономії в коледжі ім. Вассара, зараз очолює кафедру ім. Марії Мітчелл. Вона написала підручник з астрономії, опублікований Prentice Hall у 1997 році. Вона працювала президентом Американського астрономічного товариства з 2010 до 2012 рік. 30 серпня 2018 року її призначили обраним президентом Міжнародного астрономічного союзу (МАС) на 30-й трирічній Генеральній асамблеї у Відні, Австрія і стала президентом МАС у 2021 році.

## Молодість й освіта
Елмегрін народилася в Саут-Бенді, штат Індіана, у 1952 році. Вона захопилася астрономією в юному віці. Вона здобула ступінь бакалавра астрофізики у Принстонському університеті у 1975 році, де стала першою жінкою, яка закінчила навчання за напрямком астрофізика. Вона здобула ступінь магістра та доктора філософії з астрономії у Гарвардському університеті. У 1976 році вона вийшла заміж за астронома Брюса Елмегріна.

## Кар'єра
Починаючи з 1979 року Елмегрін проводила постдокторантські дослідження в обсерваторії Гейла (тепер обсерваторія Маунт-Вілсон), де вона була першою жінкою-докторонтом в обсерваторіях Карнегі. З 1985 року вона почала викладати астрономію в коледжі ім. Вассара. У 1990 році вона стала доцентом, у 1993 році — завідувачем кафедри.
Елмегрін особливо цікавиться зореутворення і виникнення галактик, утворені зірками. У 1997 році у видавництві Prentice Hall вийшов друком підручник з астрономії для студентів «Галактики та галактична структура». Елмегрін — авторка понад 200 наукових праць. Вона була президентом Американського астрономічного товариства з 2010 до 2012 рік, її призначили членом правління Десятилітнього огляду астрономії та астрофізики 2010 року, проведеного Національними академіями наук, інженерії та медицини.
У 2013 році вона з чоловіком написала статтю «Початок спіральної структури у Всесвіті», опубліковану в «Astrophysical Journal».

## Визнання
У 2019 році її обрали членом Американської академії мистецтв і наук. У 2018 році Елмегрін отримала премію Джорджа Ван Бісбрука за безкорисливе служіння астрономії в регіональному, національному та міжнародному масштабах.
У 2020 році вона приєдналася до Американського астрономічного товариства.
У 2011 році її обрали членом Американської асоціації сприяння розвитку науки.

## Праці
- Galaxies and Galactic Structure, Prentice Hall, 1997, ISBN 0137792328[6]

Елмегрін також опублікувала понад 200 наукових робіт, зокрема:
- Elmegreen, DM, S4 G team, 2011, «Grand Design and Flocculent Spirals in the Spitzer Survey of Stellar Structure in Galaxies», Astrophysical Journal, 737, 32
- Elmegreen, DM та ін. 2009, «Clumpy Galaxies in GEMS and GOODS: Massive Analogs of Local Dwarf Irregulars», Astrophysical Journal, 701, 306
- Elmegreen, D. та ін. 2007, «Resolved Galaxies in the Hubble Ultra Deep Field: Star Formation in Disks at High Redshift», Astrophysical Journal, 658, 763